# Carolina Schmidt
Schmidt  Zaldívar est un nom espagnol. Le premier nom de famille, en général paternel, est Schmidt ; le second, en général maternel, souvent omis, est Zaldívar.
María Carolina Schmidt Zaldívar (née le 9 septembre 1967) est une femme politique et femme d'affaires chilienne.
De 2018 à 2021, elle est ministre de l'Environnement et présidente de la COP25. Elle a également été ministre de la Femme de mars 2010 à avril 2013 puis ministre de l'Éducation d'avril 2013 à mars 2014.

## Études et début de carrière
Elle étudie à l'Université pontificale catholique du Chili, dont elle obtient un diplôme en ingénierie commerciale. Elle est également diplômée en marketing de l'Université de New York. Après avoir terminé ses études, Schmidt travaille comme vendeuse au Royaume-Uni avec l'entrepreneur Alfonso Swett. Elle devient par la suite directrice générale de la succursale chilienne de Nine West Holdings, se concentrant sur l'expansion de la marque dans les pays d'Amérique latine. En 2000, Schmidt est nommé directrice générale du magazine chilien Capital, et occupe ce poste pendant huit ans.

## Carrière politique
Lors du premier mandat présidentiel de Michelle Bachelet, Schmidt est nommée au Conseil Consultatif Présidentiel, où elle se concentre sur le travail des enfants et des femmes, en particulier le programme "le Chili grandit avec vous".
En mars 2010, le président Sebastián Piñera la nomme ministre du Service national des femmes. Sa principale réalisation pendant son mandat a été de prolonger le congé parental de trois à six mois.
En avril 2013, le ministre de l'Éducation, Harald Beyer est mis en accusation pour "avoir omis d'enquêter sur les plaintes déposées contre des universités prétendument à but lucratif"; Schmidt le remplace et reste ministre de l'Éducation jusqu'à la fin du mandat de Piñera, le 11 mars 2014.
En août 2017, Schmidt est nommé directrice générale des médias chez Copesa.
En août 2018, elle devient ministre de l'Environnement dans le deuxième gouvernement de Sebastián Piñera. Représentant le pays hôte d'origine, Schmidt est présidente de la Conférence des Nations Unies sur les changements climatiques (COP25) 2019 qui s'est tenue à Madrid, en Espagne en décembre 2019,. Sa gestion des négociations a été durement critiquée, les médias pointant son manque de leadership et les deux jours de retard du sommet, qui ont empêché certaines délégations de participer aux négociations jusqu'à la fin.